# Johann Gotthilf Bärmig

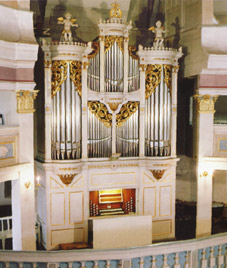
Orgue de Bärmig à Klingenthal, 1872

Johann Gotthilf Bärmig (né le 13 mai 1815 à Werdau, mort le 26 octobre 1899) est un facteur d'orgue allemand.

## Biographie
Élève du facteur d'orgue de Borna Urban Kreutzbach (de), il crée en 1846 à Werdau en Saxe son propre atelier de facteur d'orgue. En 1854, il obtient la « Médaille d'argent de la ville » pour son travail. Son atelier est repris à Pâques 1887 par Georg Emil Müller (de), le petit-fils de Kreutzbach.

## Instruments conservés
Selon l'index des orgues de l’Église évangélique luthérienne de Saxe, il y a en Saxe un total de 41 orgues Bärmig conservés dans les endroits suivants :
| Année   | Lieu              | Église                                        | Clavier | Registre | Remarques |
| ------- | ----------------- | --------------------------------------------- | ------- | -------- | --- |
| 1851    | Lauterbach        |                                               |         |          | |
| 1852    | Königswalde       |                                               |         |          | |
| 1853    | Strießen          |                                               |         |          | |
| 1852    | Breitenbrunn      | Saint-Christophe (de)                         | II/P    | 16       | |
| 1854    | Gottesgrün        | Église paroissiale (de)                       | II/P    | 8        | Melodicon dans le 2e manuel. Restauré par Schüssler.                                                                                       |
| 1855    | Langenhessen      | St. Johannis                                  |         |          | Reconstruit en 1919 par les entreprises Schmeißer et Rochlitz puis nettoyé et restauré en 1997 par l'entreprise Wünning de Großolbersdorf. |
| 1857    | Rosenbach         |                                               |         |          | |
| 1858/59 | Schöneck          |                                               |         |          | |
| 1859    | Kittlitz          | Sainte-Trinité (de)                           |         |          | |
| 1860    | Aue               | Saint-Nicolas (de)                            |         | 14       | Déplacé à l'abbaye de Zelle en 1895. |
| 1861    | Heinrichsort      |                                               |         |          | |
| 1862    | Bloßwitz          | Kirche Bloßwitz                               |         |          | |
| 1862    | Bobenneukirchen   |                                               |         |          | |
| 1862    | Reuth             |                                               |         |          | |
| 1863    | Rittersgrün       | Église de Rittersgrün (de)                    |         |          | |
| 1863    | Steinbach         |                                               |         |          | |
| 1864    | Annaberg-Buchholz | Église de l'hôpital de la Sainte-Trinité (de) |         |          | |
| 1864    | Hundshübel        |                                               |         |          | |
| 1865    | Gablenz           |                                               |         |          | |
| 1866    | Oberwiesenthal    | Martin-Luther-Kirche                          | II/P    | 26       | |
| 1866    | Voigtsdorf        |                                               | II/P    | 25       | |
| 1867    | Etzdorf           |                                               |         |          | |
| 1867    | Friedrichsgrün    |                                               |         |          | |
| 1867    | Großhermsdorf     |                                               |         |          | |
| 1868    | Dennheritz        |                                               |         |          | |
| 1868    | Waldsachsen       |                                               |         |          | |
| 1869    | Langenchursdorf   | Église du village de Langenchursdorf (de)     |         |          | |
| 1869    | Langenreinsdorf   |                                               |         |          | |
| 1869    | Waldenburg        |                                               |         |          | |
| 1870    | Kemnitz           |                                               |         |          | |
| 1870    | Neukirchen        |                                               |         |          | |
| 1870    | Vielau            |                                               | II/P    | 20       | Reconstruit en 1939 par l'entreprise A. Schuster & Fils.                                                                                   |
| 1871    | Erlbach           |                                               |         |          | |
| 1872    | Klingenthal       | Église ronde du Prince de la Paix (de).       | II/P    | 24       | Réparé en 1982 par Rühle (Dresde). |
| 1872    | Schwand           |                                               |         |          | |
| 1873    | Flöha             | Saint-Georges (de)                            |         |          | |
| 1874    | Sosa              |                                               |         |          | |
| 1875    | Bärnsdorf         |                                               |         |          | |
| 1875    | Beiersdorf        |                                               |         |          | |
| 1876    | Blankenhain       |                                               |         |          | |
| 1877    | Grünstädtel       | Sainte-Anne (de)                              | II/P    | 19       | |
| 1878    | Gesau             | St. Andreas                                   |         |          | 2005 überholt. |
|         | Carlsfeld         |                                               |         | 14       | Orgue Bärmig à la base mais entièrement reconstruit par Jehmlich en 1912.                                                                  |

## Source de la traduction
- (de) Cet article est partiellement ou en totalité issu de l’article de Wikipédia en allemand intitulé « Johann Gotthilf Bärmig » (voir la liste des auteurs).